# Константін Лупулеску
Константін Лупулеску (рум. Constantin Lupulescu; 25 березня 1984, Буфтя) — румунський шахіст, гросмейстер від 2006 року.

## Шахова кар'єра
Дворазовий медаліст чемпіонату Європи серед юнаків: бронзовий (1998, Мурек, в категорії до 14 років) і срібний (2000, Халкідіки, до 16 років). Шість разів вигравав медаль чемпіонату країни в особистому заліку: чотири рази золоту (2007, 2010, 2011, 2013), а також двічі бронзову (2008, 2009).
Неодноразово представляв Румунію на командних змаганнях, зокрема:
- чотири рази на шахових олімпіадах (2004, 2008, 2012, 2014)[3],
- п'ять разів на командних чемпіонатах Європи (2005, 2007, 2009, 2011, 2013)[4],
- на шаховій олімпіаді серед юніорів до 16 років (2000)[5],
- двічі на командних чемпіонатах Європи серед юніорів до 18 років (2001, 2002); багаторазовий медаліст, зокрема, разом з командою — золотий (2002) i срібний (2001)[6].

2003 року переміг на турнірі Blue Autumn у Бухаресті, на турнірі за швейцарською системою в Ефоріє, а також здобув звання чемпіона країни серед юнаків до 20-ти років. 2004 року святкував перемогу на опені в Лас-Пальмасі. У 2005 році поділив 3-тє місце (позаду Івана Іванішевича i Бранко Дамляновича, разом із, зокрема, Левенте Вайдою i Сергієм Федорчуком) у Барі. 2006 року переміг на турнірах Winter Cup i May Roses у Бухаресті, а також поділив 1-ше місце (разом з Владиславом Неведничим) у Тімішоарі. 2007 року поділив 1-ше місце (разом з Вадимом Шишкіним, Джордже-Габріелем Грігоре i Аліном Береску) на щорічному турнірі в Бухаресті. У 2009 році поділив 1-ше місце на меморіалі Віктора Чокилті в Бухаресті (разом з Йоаном-Крістіаном Кіріле і Гергеєм-Андрашем-Дьюлою Сабо). У 2014 році посів 6-те місце на чемпіонаті Європи в особистому заліку, який відбувся в Єревані, а також переміг (разом з Ернесто Інаркієвим) у Баку.
Найвищий рейтинг Ело дотепер мав станом на 1 квітня 2014 року, досягнувши 2660 пунктів, посідав тоді 84-е місце в світовій класифікації ФІДЕ, водночас посідав 1-ше місце Серед румунських шахістів.

## Зміни рейтингу
| На цьому місці має відображатися графік чи діаграма, однак з технічних причин його відображення наразі вимкнено. Будь ласка, не видаляйте код, який викликає це повідомлення. Розробники вже працюють для того, щоби відновити штатне функціонування цього графіка або діаграми. | |
| | На цьому місці має відображатися графік чи діаграма, однак з технічних причин його відображення наразі вимкнено. Будь ласка, не видаляйте код, який викликає це повідомлення. Розробники вже працюють для того, щоби відновити штатне функціонування цього графіка або діаграми. |